# Астана Моторс
КМК «Астана Моторс» (Astana Motors) — казахстанская компания, наряду с «СарыАркаАвтопромом» является одним из двух крупнейших предприятий по сборке автомобилей в стране. Основана в 1992 году как дилерский центр, а позже запустилось и сборочное производство различных автомобильных марок. Является частью холдинга «Astana Group».
По итогам 2023 года доля компании на рынке новых авто в Казахстане составляла 24,4%.

## Руководство
«Астана Моторс» является частью холдинга «Astana Group». Пост генерального директора занимает Бекнур Несипбаев, а мажоритарным акционером и председателем совета директоров является основатель — Нурлан Смагулов. 

## Подразделения
- Hyundai Trans Almaty (с 2011) — завод по производству коммерческой техники марки Hyundai (грузовые и пассажирские авто)[3][4].
- Hyundai Trans Kazakhstan (с 2020) — завод по производству легковых автомобилей марки Hyundai[3][5].
- Технопарк автокомпонентов:
  - Kazakhstan Mobility Engineering (с 2024) — производство мультимедийных систем для автомобилей[6].
  - Almaty Autoparts Production (с 2025) — предприятие по производству автомобильных сидений[7].
- Astana Motors Manufacturing Kazakhstan (AMMKZ) — мультибрендовый завод, производство легковых автомобилей разных марок на одном предприятии[8].

Компания имеет широкую сеть представительств по всему Казахстану. К 2020 году сеть насчитывала 23 автоцентра. Также компания является дилером BYD и дистрибьютором Hyundai в Узбекистане.

## История
В 1992 году казахстанский предприниматель Сумагулов Нурлан основал в городе Алматы Казахскую Моторную Компанию «Астана Моторс». При этом название КМК «Астана Моторс» указывало не на город Астану, а означало «столичные моторы», поскольку на момент основания компании город Алматы являлся столицей Казахстана. С этого момента «Астана Моторс» занялась продажей импортируемых автомобилей на дефицитом постсоветском рынке.
В 1993 году было заключено первое прямое соглашение с японской компанией Toyota о поставках новых автомобилей в Казахстан, тем самым «Астана Моторс» стала официальным дилером этой марки в стране. Компания открыла автосалон Toyota, а в 1994 году в Алматы запустился авторизованный сервис этой марки. К концу 90-х, после переноса столицы в Астану, компания вышла за пределы Алматы — открыла филиал в новой столице и запустила там автосалон. Параллельно компания осваивала корпоративный сегмент — в 1997 году был приобретен контроль над алматинским ОАО «3-й таксомоторный парк», что позволило напрямую обеспечивать таксопарк новой техникой.
В 2000 году «Астана Моторс» стала эксклюзивным дистрибьютором японской марки Subaru в Казахстане, открыв первый официальный автосалон Subaru в Алматы. А в 2003 году компания получила статус официального дистрибьютора Hyundai Motor. Бурный рост экономики Казахстана позволил компании расшириться географически — филиалы появились в Актау, Актобе, Атырау, Караганде, Усть-Каменогорске и Шымкенте. 
В 2004 году «Астана Моторс» приобрела эксклюзивного импортёра BMW в Казахстане — компанию «Автоцентр-Бавария». Эта сделка расширила модельный ряд дилерской компании марками BMW и MINI, а через год на базе «Автоцентр-Бавария» стартовали официальные продажи Rolls-Royce. Параллельно «Астана Моторс» заключила соглашение на импорт и продажу коммерческой техники Hyundai, что усилило её позиции в сегменте грузовых и пассажирских авто.
В 2010 году, с образованием Таможенного союза и повышением ввозных пошлин на автомобили, компания занялась строительством собственного сборочного автозавода в Алматы. Таким образом «Астана Моторс» трансформировалась из дилера в автопроизводителя.
В 2011 году в Алматинской области, близ аэропорта, заработал завод «Hyundai Trans Almaty» по сборке грузовых автомобилей и автобусов, а в Костанае (в сотрудничестве с партнёрами) производилась сборка легковых моделей Hyundai. В 2020 году открылся современный завод «Hyundai Trans Kazakhstan» в Алматы, выпускающий легковые модели Hyundai с элементами полного цикла производства (сварка и окраска). Благодаря этому в 2021 году «Астана Моторс» начала экспортировать собранные в Казахстане автомобили Hyundai на внешние рынки, что стало важным событием для автопромышленности Казахстана.
В 2020-х годах в ассортимент компании вошли и перспективные китайские автопроизводители. Так, в 2020 году компания добавила премиальные китайские марки Haval и Chery, а к 2023 году стала официальным дистрибьютором и других брендов из Китая — Changan, TANK и BYD. В последующие годы компания нацелилась на повышение локализации производства в стране.
В 2022 году началось строительство мультибрендового завода «Astana Motors Manufacturing Kazakhstan» (AMMKZ) площадью 209 тыс. кв. метров, по производству автомобилей различных марок под одной крышей. Старт производства запланирован на 2025 год.
В октябре 2024 года, совместно с Motrex Co Ltd, было введено в работу предприятие «Kazakhstan Mobility Engineering» — подразделение «Астана Моторс» специализирующиеся на сборке мультимедийных систем для автомобилей. В марте 2025 года «Астана Моторс» и совестно с корейской Yougsan запустили в Казахстане предприятие «Almaty Autoparts Production», на котором было локализовано производство автомобильных сидений.

## Модельный ряд
«Астана Моторс» представляет на казахстанском рынке более десятка мировых автобрендов — от массовых до люксовых — включая Hyundai, Subaru, BMW, Jaguar Land Rover, Chery и многие другие.

## Показатели
По итогам 2023 года доля компании на рынке новых авто в Казахстане составляла 24,4%.
По данным Forbes Kazakhstan, компания в 2024 году имела выручку в 973 млрд тенге. Штат организации превысил 6,400 сотрудников, а совокупный бизнес «Астана Моторс» охватывал сегменты дистрибуции, дилерской торговли, сервисного обслуживания и собственного производства автомобилей.

## Социальная поддержка
Компания «Астана Моторс» является спонсором различных общественных и культурных проектов в Казахстане. Среди них поддержка велокоманд Pro Team Astana, Astana Qazaqstan Team, спонсорство благотворительного марафона «Смелость быть первым», международной велогонки «Тур Алматы», турнир по национальной борьбе казак куресi «Казакстан барысы», Азиатский Мега Кубок по пауэрлифтингу и бодибилдингу, Чемпионат Азии по велосипедному спорту, Кубок мира по водному поло. В 1993 году компания спонсировала популярный музыкальный фестиваль «Азия Дауысы».